# 상품물신성
상품물신성(commodity fetishism, 商品物神性)이란 마르크스주의 정치경제학에서, 사회적 관계가 인간 대 인간이 아니라 시장에서 교환되는 돈과 상품에 의해 결정되는 것을 일컫는 용어다. 상품이 물신숭배 됨으로써, 사람들은 주관적이고 추상적인 경제적 가치가 객관적이고 고유한 가치인 것처럼 받아들이게 된다.
상품물신성 개념은 『자본론 제1권』제1편 1장 제4절에서 제시되었다. 마르크스가 상품의 가치형태를 분석한 바는 다음과 같다. 노동의 사회적 조직화는 시장에서의 교환, 즉 상품(제품과 용역)을 사고파는 것을 통해 조율되는데, 때문에 자본주의 사회에서는 사람들 사이의 사회적 관계(누가 상품을 만들고, 누구를 위해 만들고, 상품을 만드는 데 투하된 생산시간이 얼마이고 등등)가 인간들 간의 관계가 아니라 상품들 간의 관계로 나타난다. 이로써 시장에서의 상품교환은 인간의 진실된 생산관계, 즉 노사관계를 은폐하는 역할을 한다.

## 같이 보기
- 단순한 삶
- 허위의식
- 주물숭배
- 노동가치론
- 물화